# Janice Hahn
Janice Kay Hahn, född 30 mars 1952 i Los Angeles i Kalifornien, är en amerikansk demokratisk politiker. Hon var ledamot av USA:s representanthus 2011–2016.
Hahn utexaminerades 1974 från Abilene Christian College och var sedan verksam som lärare och inom affärslivet.
Tidigare make Gary Baucum, numera skilda. Tre barn.